# Mavericks de Kansas City
Les Mavericks de Kansas City sont une franchise de hockey sur glace de l'ECHL basée à Independence, en banlieue de Kansas City, dans l'État du Missouri aux États-Unis.

## Historique
Le 16 avril 2009, la Ligue centrale de hockey annonce une équipe d'expansion à Independence qui commencera durant la prochaine saison 2009-2010. Le 29 mai 2009, il est annoncé que Scott Hillman sera le tout premier entraîneur-chef de l'histoire de la concession, Hillman était alors l'entraîneur-chef des Ice Bears de Knoxville dans la Southern Professionnal Hockey League.
La nouvelle organisation s'est affiliée au journal local The Examiner pour faire un concours pour trouver un nom à la nouvelle franchise. Les couleurs, le logo, ainsi que le nom des Mavericks du Missouri ont été dévoilés le 24 juin 2009. Le 13 novembre 2009, l'équipe joue son premier match devant une foule de 5 760 personnes à l'intérieur de l'Independence Events Center.
Le 11 septembre 2011, les Mavericks annoncent une affiliation avec les Wolves de Chicago dans la Ligue américaine de hockey. Cette affiliation sera renouvelée avec des contrats d'une durée d'un an jusqu'en 2015,,.
Le 24 mai 2012, l'équipe annonce que le contrat de l'entraîneur-chef Scott Hillman est renouvelé pour deux années suivantes jusqu'à la saison 2013-2014. Le 21 mai 2014, Hillman démissionne de son poste pour devenir le premier entraîneur du Fuel d'Indy, une nouvelle équipe d'expansion dans la ECHL. En juin, la concession annonce l'engagement de Richard Malvichuk en tant que nouvel entraîneur-chef.
Le 7 octobre 2014, peu de temps avant le début de la saison 2014-2015 de la Ligue centrale de hockey, il est annoncé que la LCH cesse ses opérations et que l'équipe, tout comme les Americans d'Allen, le Beast de Brampton, les Mallards de Quad City, le Rush de Rapid City, les Oilers de Tulsa et le Thunder de Wichita, allait rejoindre la ECHL en tant qu'équipe d'expansion.
Le 5 février 2015, Lamar Hunt Jr, le fils du fondateur des Chiefs de Kansas City, Lamar Hunt, procède à l'achat de l'entièreté des parts de l'équipe.
Le 11 juin 2015, l'organisation annonce qu'elle a signé une entente d'affiliation avec les Islanders de New York de la Ligue nationale de hockey ainsi que les Islanders de Bridgeport de la Ligue américaine de hockey.
Le 2 juin 2016, l'entraîneur-chef Richard Matvichuk annonce sa démission, ce dernier avait, entre autres, obtenu une première place en saison régulière durant ses deux saisons à la barre de l'équipe. Matvichuk avait également été nommé entraîneur de l'année dans la ECHL lors de la saison 2015-2016. Il est remplacé par John-Scott Dickson, un ancien joueur du club qui avait joué entre 2011 et 2015 avant de se joindre à l'organisation comme entraîneur-adjoint pour la saison 2015-2016. Lors du début de la saison 2016-2017, il est annoncé que les Mavericks et les Blues de Saint-Louis collaboreront ensemble pour promouvoir le hockey dans les États du Missouri et du Kansas. Cette annonce ne change toutefois pas l'entente d'affiliation existante avec les Islanders.
Le 11 mars 2017, la franchise annonce que l'équipe qui était connue comme les Mavericks du Missouri deviendra les Mavericks de Kansas City à partir de la saison 2017-2018. Lors de la même saison, l'équipe change son entente d'affiliation et devient affiliée aux Flames de Calgary dans la Ligue nationale de hockey et au Heat de Stockton dans la Ligue américaine de hockey.
Lors de sa quatrième saison comme entraîneur, Dickson est congédié le 30 janvier 2020 alors que l'équipe est en dernière place de sa division. L'entraîneur-adjoint Kohl Schultz terminera la saison avant que la concession annonce que Tad O'Had deviendra l'entraîneur-chef pour la saison 2020-2021.
Le 28 juin 2022, l'organisation s'affilie au Kraken de Seattle ainsi qu'aux Firebirds de Coachella Valley.
Lors de la saison 2023-2024, l'équipe remporte la conférence de l'Ouest et se rend jusqu'en finale de la coupe Kelly pour la première fois de son histoire avant de s'incliner face aux Everblades de la Floride.

## Statistiques

### LCH
| No | Saison    | PJ | V  | D  | N | DP | DTB | BP  | BC  | Pts | Classement                    | Séries éliminatoires    | Entraîneur    |
| -- | --------- | -- | -- | -- | - | -- | --- | --- | --- | --- | ----------------------------- | ----------------------- | ------------- |
| 1  | 2009-2010 | 64 | 31 | 27 | 0 | 2  | 4   | 200 | 220 | 68  | 5e place, conférence Nord-Est | 2-1 RiverKings 0-4 Rush | Scott Hillman |
| 2  | 2010-2011 | 66 | 37 | 23 | 0 | 4  | 2   | 213 | 173 | 80  | 4e place, conférence Turner   | 3-2 Thunder 1-3 Eagles  | Scott Hillman |
| 3  | 2011-2012 | 66 | 39 | 21 | 0 | 2  | 4   | 223 | 200 | 84  | 2e place, conférence Turner   | 4-0 IceMen 3-4 Komets   | Scott Hillman |
| 4  | 2012-2013 | 66 | 35 | 25 | 0 | 3  | 3   | 217 | 222 | 76  | 5e place, LCH                 | 4-2 Rush 3-4 Americans  | Scott Hillman |
| 5  | 2013-2014 | 66 | 44 | 20 | 0 | 1  | 1   | 238 | 184 | 90  | 1re place, LCH                | 2-4 Sundogs             | Scott Hillman |

### ECHL
| No | Saison    | PJ | V  | D  | N | DP | DTB | BP  | BC  | Pts | Classement                   | Séries éliminatoires                                 | Entraîneur                      |
| -- | --------- | -- | -- | -- | - | -- | --- | --- | --- | --- | ---------------------------- | ---------------------------------------------------- | ------------------------------- |
| 1  | 2014-2015 | 72 | 28 | 35 | 0 | 5  | 4   | 192 | 231 | 65  | 6e place, division Centrale  | Non qualifiés                                        | Richard Matvichuk               |
| 2  | 2015-2016 | 72 | 52 | 15 | 0 | 3  | 2   | 234 | 162 | 109 | 1re place, division Centrale | 4-0 Mallards 2-4 Americans                           | Richard Matvichuk               |
| 3  | 2016-2017 | 72 | 33 | 30 | 0 | 4  | 5   | 233 | 241 | 75  | 5e place, division Montagne  | Non qualifiés                                        | John-Scott Dickson              |
| 4  | 2017-2018 | 72 | 34 | 32 | 0 | 4  | 2   | 204 | 223 | 74  | 6e place, division Centrale  | Non qualifiés                                        | John-Scott Dickson              |
| 5  | 2018-2019 | 72 | 36 | 30 | 0 | 4  | 2   | 234 | 228 | 78  | 4e place, division Montagne  | 3-4 Oilers                                           | John-Scott Dickson              |
| 6  | 2019-2020 | 61 | 24 | 32 | 0 | 4  | 1   | 167 | 217 | 53  | 7e place, division Montagne  | Séries éliminatoires annulées                        | John-Scott Dickson Kohl Schultz |
| 7  | 2020-2021 | 72 | 31 | 31 | 0 | 8  | 2   | 205 | 226 | 72  | 5e place, division Ouest     | Non qualifiés                                        | Tad O'Had                       |
| 8  | 2021-2022 | 72 | 32 | 33 | 0 | 5  | 2   | 210 | 243 | 71  | 6e place, division Montagne  | Non qualifiés                                        | Tad O'Had                       |
| 9  | 2022-2023 | 72 | 34 | 30 | 0 | 6  | 2   | 222 | 224 | 76  | 3e place, division Montagne  | 2-4 Americans                                        | Tad O'Had                       |
| 10 | 2023-2024 | 72 | 54 | 12 | 0 | 4  | 2   | 305 | 202 | 114 | 1re place, division Montagne | 4-0 Oilers 4-1 Steelheads 4-2 Walleye 1-4 Everblades | Tad O'Had                       |
| 11 | 2024-2025 | 72 | 49 | 18 | 0 | 4  | 1   | 256 | 178 | 114 | 1re place, division Montagne | 4-2 Oilers 4-0 Knight Monsters 1-4 Walleye           | Tad O'Had                       |

## Joueurs

### Effectif
| No    | Nom                 | Nat. | Position              | Arrivée |
| ----- | ------------------- | ---- | --------------------- | ------- |
| +001, | Jack LaFontaine     |      | Gardien               |         |
| +060, | Noah West           |      | Gardien               |         |
| +003, | Charlie Wright      |      | Défenseur             |         |
| +005, | Nate Knoepke        |      | Défenseur             |         |
| +006, | Justin MacPherson   |      | Défenseur             |         |
| +015, | Marcus Crawford – A |      | Défenseur             |         |
| +024, | Thomas Farrell      |      | Défenseur             |         |
| +026, | Drake Burgin        |      | Défenseur             |         |
| +027, | Jake McLaughlin – A |      | Défenseur             |         |
| +077, | Jimmy Mazza         |      | Défenseur             |         |
| +007, | Nathan Dunkley      |      | Centre                |         |
| +008, | Luke Loheit         |      | Ailier droit          |         |
| +009, | Cameron Morrison    |      | Ailier gauche         |         |
| +011, | Landon McCallum     |      | Centre/Ailier droit   |         |
| +013, | David Cotton – C    |      | Centre                |         |
| +014, | Daniel Amesbury     |      | Attaquant             |         |
| +017, | Jackson Berezowski  |      | Ailier droit/Centre   |         |
| +018, | Damien Giroux       |      | Centre/Ailier gauche  |         |
| +019, | Nolan Sullivan      |      | Attaquant             |         |
| +021, | Jimmy Glynn         |      | Attaquant             |         |
| +022, | Casey Carreau       |      | Centre                |         |
| +023, | Zack Trott          |      | Ailier gauche         |         |
| +025, | Chase Brand         |      | Centre                |         |
| +028, | Cade Borchardt – A  |      | Attaquant             |         |
| +044, | Maxim Andreev       |      | Centre/Ailier gaucher |         |

### Capitaines
- 2009 : Tyler Fleck[28]
- 2009-2011 : Carlyle Lewis[28]
- 2011-2015 : Sébastien Thinel[28]
- 2015-2016 : Trevor Ludwig[28]
- 2016-2017 : Andrew Courtney[28]
- 2017-2018 : Tyler Elbrecht[29]
- 2018-2020 : Rocco Carzo[28]
- 2020-2021 : Rob Bordson[28]
- 2021-2022 : Lane Scheidl[28]
- 2022-2023 : Nick Pastujov[28]
- 2023-2024 : Jake Jaremko[30]
- depuis 2024 : David Cotton[28]

### Numéros retirés
Dans l'ECHL, les joueurs peuvent être honorés de plusieurs manières, l'une d'entre elles étant interne à l'équipe. Ainsi, il est de tradition d'honorer un ancien joueur de l'effectif en décidant de retirer son numéro. Aucun autre joueur ne peut alors porter le numéro en question et une réplique de son maillot est accrochée au plafond de la patinoire.
En 2018, les Mavericks ont retirés le premier numéro de leur histoire, il s'agit du numéro 43 en l'honneur de leur ancien capitaine Sébastien Thinel,.
| No | Joueur           | Position     | Carrière  | Date du retrait |
| -- | ---------------- | ------------ | --------- | --------------- |
| 43 | Sébastien Thinel | Ailier droit | 2011-2015 | 12 janvier 2019 |

### Meilleurs pointeurs
Cette section présente les statistiques des cinq meilleurs pointeurs de l’histoire des Mavericks. Les points comptabilisés ne concernent que ceux inscrits sous le maillot de Kansas City,.

#### LCH
| Joueur             | PJ  | B  | A   | Pts |
| ------------------ | --- | -- | --- | --- |
| Sébastien Thinel   | 196 | 75 | 197 | 272 |
| Andrew Courtney    | 176 | 83 | 84  | 167 |
| John-Scott Dickson | 188 | 68 | 74  | 142 |
| Ryan Jardine       | 145 | 46 | 64  | 110 |
| Nick Sirota        | 128 | 45 | 62  | 107 |

#### ECHL
| Joueur          | PJ  | B  | A   | Pts |
| --------------- | --- | -- | --- | --- |
| Rocco Carzo     | 275 | 76 | 125 | 201 |
| Cade Borchardt  | 137 | 67 | 88  | 155 |
| Marcus Crawford | 211 | 35 | 110 | 145 |
| Andrew Courtney | 184 | 66 | 58  | 124 |
| Max Andreev     | 113 | 36 | 86  | 122 |

## Dirigeants

### Entraîneurs-chef
| No | Nom                | Engagement      | Départ          | Saison régulière | Saison régulière | Saison régulière | Saison régulière | Saison régulière | Séries éliminatoires | Séries éliminatoires | Séries éliminatoires | Séries éliminatoires | Remarques |
| No | Nom                | Engagement      | Départ          | PJ               | V                | D                | DP               | % V              | PJ                   | V                    | D                    | % V                  | Remarques |
| -- | ------------------ | --------------- | --------------- | ---------------- | ---------------- | ---------------- | ---------------- | ---------------- | -------------------- | -------------------- | -------------------- | -------------------- | --------- |
| 1  | Scott Hillman      | 2 juin 2009     | 21 mai 2014     | 328              | 186              | 116              | 26               | 56,7             | 46                   | 22                   | 24                   | 47,8                 |           |
| 2  | Richard Matvichuk  | 12 juin 2014    | 2 juin 2016     | 144              | 80               | 50               | 14               | 55,6             | 10                   | 6                    | 4                    | 60,0                 |           |
| 3  | John-Scott Dickson | 30 juin 2016    | 30 janvier 2020 | 262              | 120              | 117              | 25               | 45,8             | 7                    | 3                    | 4                    | 42.9                 |           |
| 4  | Kohl Schultz       | 30 janvier 2020 | 14 avril 2020   | 15               | 7                | 7                | 1                | 46,7             | 0                    | 0                    | 0                    | 0.0                  |           |
| 4  | Tad O'Had          | 14 avril 2020   |                 | 360              | 200              | 124              | 36               | 55,6             | 41                   | 24                   | 17                   | 58,5                 |           |

### Directeurs généraux
| No | Nom            | Engagement      | Départ      | Remarques |
| -- | -------------- | --------------- | ----------- | --------- |
| 1  | Brent Thiessen | 8 mai 2009      | 28 mai 2021 |           |
| 2  | Tad O'Had      | 13 juillet 2021 |             |           |

## Équipes affiliées
Les Mavericks, comme les autres équipes de la ECHL, peuvent être affiliées à des équipes de la Ligue nationale de hockey et de la Ligue américaine de hockey, les Mavericks servant de club-école pour les deux autres organisations.
- 2011 à 2015 : Wolves de Chicago (LAH)
- 2015 à 2017 : Islanders de New York (LNH) et Islanders de Bridgeport (LAH)
- 2017 à 2022 : Flames de Calgary (LNH) et Heat de Stockton (LAH)
- depuis 2022 : Kraken de Seattle (LNH) et Firebirds de Coachella Valley (LAH)